# Costasiella kuroshimae
Costasiella kuroshimae je druh mořských plžů, takzvaní nazí plži skupiny zadožábrých měkkýšů.

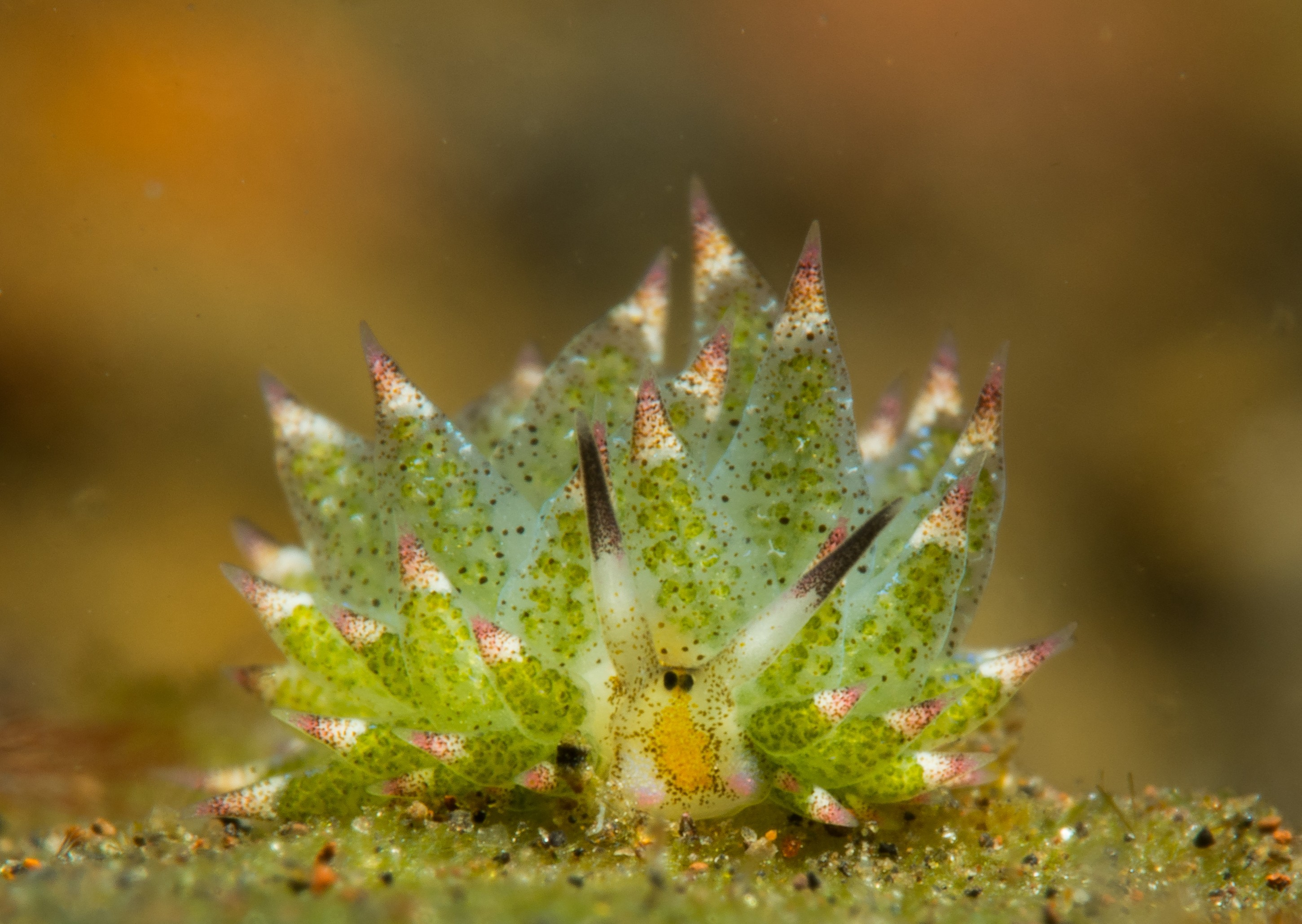
Čelní pohled na Costasiella kuroshimae

Typová lokalita je Kurošima, prefektura Okinawa v souostroví Rjúkjú.